# Rails West!
Rails West! est un jeu vidéo de simulation économique créé par Martin Campion et publié par Strategic Simulations en avril 1984 sur Apple II et Atari 8-bit avant d'être porté sur Commodore 64 à l'automne. Le jeu retrace le développement des grandes lignes ferroviaires aux États-Unis sur une période de trente ans, entre 1870 et 1900. Chacun à leur tour, un tour correspondant à un an, les joueurs réalisent un certain nombre d’opérations comme acheter ou vendre des actions, créer une nouvelle entreprise de chemin de fer ou tenter de prendre le contrôle d’une société existante. À sa sortie, le jeu est souvent critiqué pour ses graphismes minimalistes et pour sa complexité, qui le rend difficile à prendre en main. Il est néanmoins salué par la presse qui estime que malgré ces défauts, il reste excitant et amusant, et qui souligne son intérêt éducatif. Le jeu rencontre un succès commercial limité, avec 7 000 exemplaires vendus. Rétrospectivement, le journaliste Evan Brooks du magazine Computer Gaming World fait le même constat et ajoute que s’il n’est pas à la hauteur de Railroad Tycoon en matière de graphismes et de gestion des trains, son modèle économique est plus détaillé et réaliste.

## Système de jeu
Rails West! est une simulation économique qui retrace le développement des grandes lignes ferroviaires aux États-Unis sur une période de trente ans, entre 1870 et 1900. Le jeu se déroule sur une carte représentant les Etats-Unis entre le fleuve Mississippi et la côte Pacifique. Chacun à leur tour, un tour correspondant à un an, les joueurs réalisent un certain nombre d’opérations comme acheter ou vendre des actions, créer une nouvelle entreprise de chemin de fer ou tenter de prendre le contrôle d’une société existante. Ces actions coûtent un certain nombre de points d’actions, un nombre limité de ces points étant alloué aux joueurs à chaque tour. 
Une partie peut débuter en 1870 ou en 1890. Dans le premier cas, très peu de ligne ont déjà été construite et la partie se concentre donc sur l’extension du réseau ferroviaire. Les routes où peuvent être construit des lignes sont prédéfinies et les joueurs en récupèrent les concessions auprès du gouvernement. Ils doivent alors s’engager à construire la ligne en un certain temps, sous peine de perdre la concession. A l’inverse, si la partie débute en 1890, la plupart des lignes ont déjà été construite et la partie se focalise plutôt sur l’achat et la vente d’actions afin de prendre le contrôle des meilleures lignes et de récupérer des dividendes. Une partie peut avoir trois gagnants : le joueur avec la meilleure ligne de train transcontinental, le joueur avec la plus grande fortune personnelle et le gagnant global, qui est déterminé par une combinaison de ces deux facteurs. Le jeu suggère de terminer la partie en 1900 mais il est possible de sélectionner une autre date. Une autre variation permet de la faire s’arrêter entre 1902 et 1912 suivant les résultats d’un lancer de dé à la fin de chaque tour. Jusqu’à huit joueurs peuvent s’affronter dans une partie, quatre d’entre eux pouvant être contrôlé par l’ordinateur. Quatre niveaux de difficulté sont disponibles pour ces derniers.

## Développement et publication
D’après Martin Campion, dix ans lui ont été nécessaires pour développer Rails West!. Il commence en effet à le programmer en 1974 sur un ordinateur central, puis continue sur un micro-ordinateur TRS-80 pour finalement le terminer sur un Apple II qui lui a été offert par la Apple Education Foundation. Initialement conçu comme un jeu de plateau assisté par ordinateur, le jeu évolue au cours de ces dix années jusqu’à devenir un véritable jeu vidéo. Lorsque son jeu est enfin prêt à être publié, Martin Campion hésite entre le proposer à Avalon Hill ou à Strategic Simulations. Il envoie finalement un courrier à ce dernier afin de lui présenter son jeu. N’ayant aucun jeu de ce type dans leur catalogue, Strategic Simulations se montre intéressé et, après avoir reçu le jeu, propose à  son auteur de nombreuses améliorations. L’éditeur lui demande également de le porter, au choix, sur Atari 800 ou Commodore 64. Martin Campion choisit initialement le Commodore 64 mais Strategic Simulations parvient à le convaincre de modifier son choix et il porte donc le jeu sur Atari 8-bit. Lorsqu’il a terminé, l’éditeur le convainc de le porter également sur Commodore 64 et le jeu sort donc finalement sur les trois plateformes.
Rails West! est publié par Strategic Simulations en avril 1984 sur Apple II et Atari 8-bit. Il est ensuite porté sur Commodore 64 à l'automne de la même année,.

## Accueil
| Rails West            |      |       |
| Média                 | Nat. | Notes |
| Computer Gaming World | US   | 4.5/5 |
| Jeux et Stratégie     | FR   | 4/5   |

Pour Bob Proctor du magazine Computer Gaming World, Rails West! est un « excellent jeu » mais n’est en revanche pas destiné à n’importe qui. Il juge en effet qu’il peut se révéler « excitant », mais seulement pour les joueurs comprenant la situation financière complexe proposé par le jeu. Il estime ainsi que plusieurs parties sont nécessaires pour commencer à être à la hauteur des joueurs contrôlés par l’ordinateur, même à leur niveau minimal. Il ajoute néanmoins que même si les joueurs sont inexpérimenté, le jeu est « très amusant » à plusieurs (si on exclut les joueurs contrôlés par l’ordinateur), et conclut qu’il ferait un excellent exercice de classe pour un bon professeur. Rick Teverbaugh du magazine Electronic Games met également en avant la complexité du jeu et explique que, comme pour la plupart de ses jeux, Strategic Simulations à tout fait pour permettre au joueur d’apprendre à maitriser le jeu avec un manuel bien écrit, des cartes d’aide de jeu et un résumé des règles. Il ajoute que si ces graphismes ne méritent pas qu’on s’y arrête, ils remplissent correctement leur rôle, et conclut que Rails West! est un difficile aperçu des enjeux financier du développement ferroviaire de la fin du XIXe siècle. Le magazine Family Computing souligne lui aussi la difficulté du jeu, qu’il décrit comme l’un des plus difficiles qu’il soit, mais ajoute qu’il reste amusant  même quand le joueur s’y fait annihilé. Plus globalement, il le décrit comme une simulation « excitante », dont l’excellent système de jeu fait plus que compenser ses graphismes minimalistes, et le désigne comme un des meilleurs jeux de l’année. De son côté, Bruce Cannelongo du magazine MicroTimes décrit Rails West! comme un jeu divertissant, éducatif, stimulant et bien conçu et juge qu’il offre de nombreuses heures « d’excitation » au joueur près à relever le défi.
Dans une rétrospective publié dans Computer Gaming World en 1990, Evan Brooks estime que Rails West! est une simulation fascinante du développement ferroviaires et de l’économie de la fin du XIXe siècle, bien qu’il soit desservi par des graphismes minimales et quelques bugs. Il ajoute que s'il n’est pas à la hauteur de Railroad Tycoon en matière de graphismes et de gestion des trains, son modèle économique est plus détaillé et réaliste.
D’après son créateur, le jeu s’est vendu à 7 000 exemplaires.